# Île Gedney
L'île Gedney est une île de l'État de Washington dans le comté de Snohomish aux États-Unis.

## Description
Île privée, elle se situe entre Everett et l'île Whidbey. Elle s'étend sur près de 2,6 km de longueur pour une largeur d'environ 850 m.

## Histoire
Elle est mentionnée dès 1792 par Archibald Menzies lors de l'expédition Vancouver. Charles Wilkes lui donne son nom en 1841 en l'honneur de l'homme politique américain John B. Gedney (en).